# Charles Théodore Brécard
Charles Théodore Brécard (Sidi Bel Abbes, 14 settembre 1867 – Parigi, 22 dicembre 1952) è stato un generale francese durante la prima guerra mondiale.

## Biografia
Charles Théodore Brécard nasce il 14 settembre 1867 a Sidi Bel Abbes, nei pressi di Orano
(Algeria).
Allo scoppio della prima guerra mondiale divenne Ufficiale di Stato Maggiore presso il 3e Bureau (Opérations) del Grand Quartier Général (Comando supremo dell'Esercito Francese), passando poi a ricoprire l'incarico di comandante della missione militare francese, distaccata presso il comando supremo dell'esercito belga, retto dal Re Alberto I del Belgio.
Appena costituita la VIa Armata, posta al comando del generale Michel Joseph Maunoury, venne nominato Capo di Stato Maggiore e con essa partecipò alla prima battaglia della Marna.
Nel 1916 fu nominato comandante della 310ª Brigata di Fanteria, e nel 1917 della 161ª Divisione di Fanteria
Nel 1918 fu posto a capo della 5ª Divisione di Cavalleria, poi della Divisione Provvisoria Brécard, e infine della 1ª Divisione di Cavalleria a Piedi, incarico che mantiene fino al 1922. Nel novembre 1918 ebbe l'onore di comandare gli undici reggimenti incaricati di rendere gli onori militari alla firma dell'armistizio con la Germania avvenuta a Rethondes.
Nel 1922 assunse il comando della 6ª Divisione di Cavalleria. Tra il 1924 e il 1927 comandò il 33º Corpo d'Armata appartenente all'Armée du Rhin (Armata del Reno), con Quartier Generale a Bonn. Nel 1927 venne nominato Ispettore Generale dell'Arma di Cavalleria, e nel 1929 assunse la carica di Governatore Militare di Strasburgo, diventando contemporaneamente membro del Supremo Consiglio di Guerra. Terminò la sua carriera militare nel 1932, e collocato a riposo.
Allo scoppio della seconda guerra mondiale, il 1º settembre 1939, pur risultando in disponibilità al Ministero della Guerra come Generale d'Armata, non gli venne conferito alcun incarico operativo.
Fedele al maresciallo Philippe Pétain, tra il luglio e l'ottobre 1940 si occupò delle funzioni di Segretario Generale del Capo dello Stato. In ragione delle sue opinioni fortemente antitedesche, fu sollevato da tale incarico, e nominato Gran Cancelliere della Legione d'Onore (Grand chancelier de la Légion d'honneur), occupando tale incarico fino al luglio 1944. Il 1º agosto 1942 fu nominato per decreto ministeriale, Presidente del Consiglio della Francisca, appartenente all'Ordine della francisca (Ordre de la Francisque gallique).
Arrestato verso la fine del 1944, dopo la liberazione della Francia, venne liberato in quanto nessuna accusa di collaborazionismo fu formalizzata contro di lui. Morì il 22 dicembre 1952 all'ospedale di Val-de-Grâce (5e arrondissement di Parigi) È sepolto nel cimitero di Père-Lachaise (20e arrondissement).